# Викторовка (Винницкая область)
Викторовка (укр. Вікторівка) — село на Украине, находится в Казатинском районе Винницкой области.
Код КОАТУУ — 0521481203. Население по переписи 2001 года составляет 19 человек. Почтовый индекс — 22155. Телефонный код — 4342.
Занимает площадь 0,453 км².

## Адрес местного совета
22155, Винницкая область, Казатинский р-н, с.Воскодавинцы, ул.Ленина, 1